# Philipp Ludwig Statius Müller
Pour les articles homonymes, voir Philipp Müller et Müller.
Philipp Ludwig Statius Müller est un zoologiste allemand, né le 25 avril 1725 à Esens et mort le 5 janvier 1776 à Erlangen.
Johann David Schoepff a suivi ses cours.
En 1773, il publie une traduction allemande de Systema naturae de Carl von Linné sous le titre de Des Ritters Carl Von Linne Vollstandiges Natursystem. Le supplément édité en 1776 donne la première appellation binomiale de nombreuses espèces.
Il semble que le nom exact de famille soit Statius Müller, parfois orthographié Muller.

## Publications
- Verzeichniß einer zahlreichen und auserlesenen Sammlung von Naturalien. Erlangen 1778 p.m.
- Bedenkingen betreffende den dierlijken oorsprong der koraal-gewassen. Blussé, Dordrecht 1771.
- Dvbia Coralliorvm Origini Animali Opposita. Camerarius, Erlangen 1770.
- Kort Ontwerp van de zedelyke Oogmerken Gods by de Schepping en Regeering deezer Waereld. Amsterdam 1762.
- Einsame Nachtgedanken. Wien 1761.
- Kurze Anleitung zur Holländischen Sprache. Erlangen 1759.
- Die rechtmäßige Freude über die Wohlthaten Gottes das Jenaische Universitäts-Jubilär betr. Jena 1758.
- Dissertationis de justo probabilitatis valore et usu sectio teria. Erlangen 1758.
- Oratoriam extemporaneam a praeivdiciis nonnvllis, qvibvs est obnoxia vindicat. Camerarius, Erlangen 1758.
- De traanen eenes volks, over het verlies van een eminent Opper-Hoofd. Leeuwarden 1751.
- De Zeedemeester der kerkelyken. Fongerlo, Amsterdam 1750.